# ترانسفورماتور

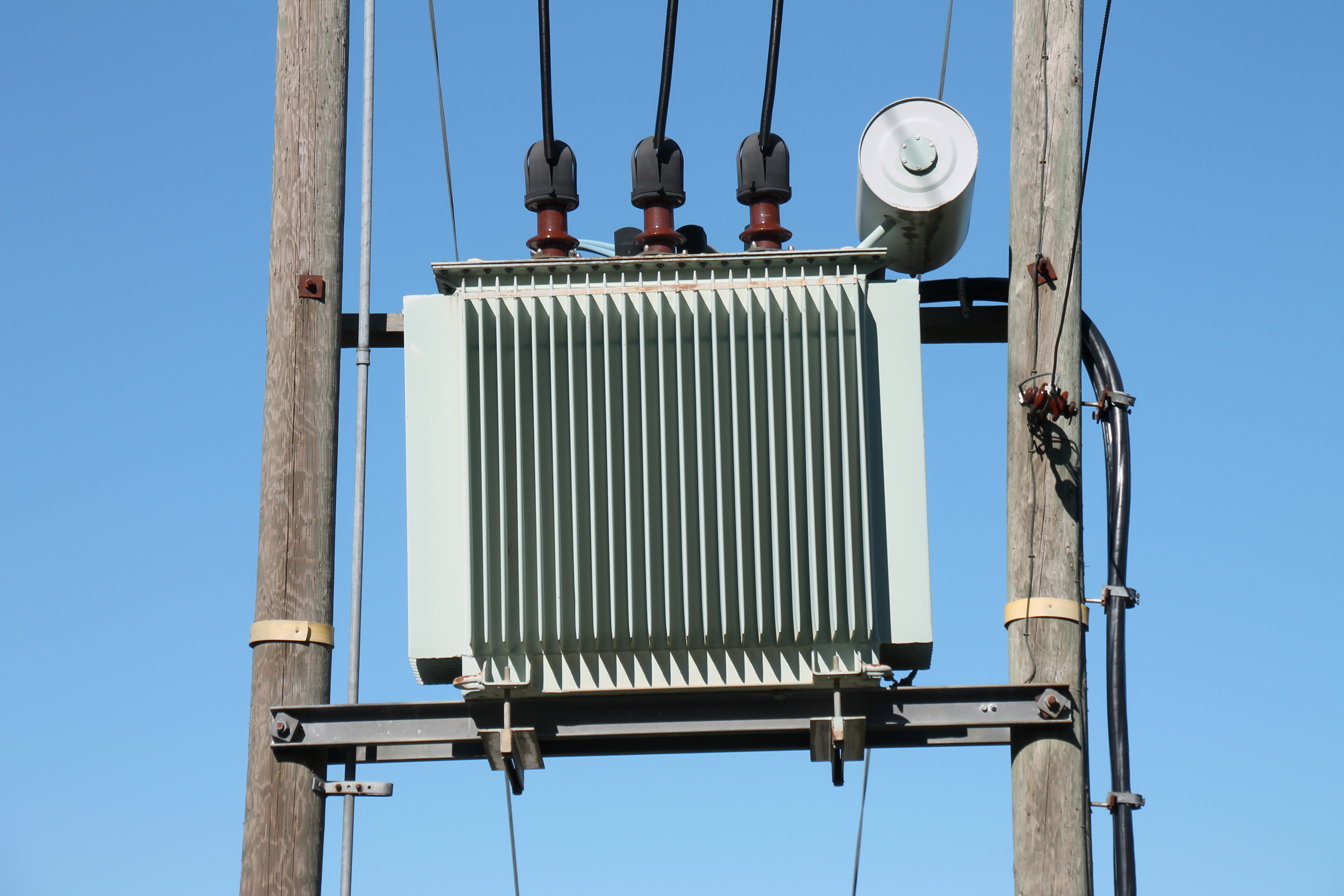
ترانسفورماتور کاهنده در خط توزیع که برای کاهش ولتاژ انرژی نصب شده است

ترانسفورماتور وسیله‌ای است که انرژی الکتریکی را بین دو یا چند سیم‌پیچ و از طریق القای الکترومغناطیسی منتقل می‌کند. به این صورت، یک جریان متغیر در سیم‌پیچ اولیه ترانسفورمر موجب تولید میدان مغناطیسی متغیر در هسته ترانسفورماتور گردیده و تاثیر میدان متغیر مغناطیسی منجر به ایجاد ولتاژ در سیم‌پیچ ثانویه می‌شود.
انرژی الکتریکی را می‌توان بین دو سیم‌پیچ (کویل) بدون اتّصال فلزی بین دو مدار از طریق میدان مغناطیسی منتقل کرد. در سال ۱۸۳۱، قانون القای فارادی این اثر را توصیف کرد. ترانسفورمرها برای افزایش یا کاهش ولتاژ متناوب در پروژه‌های برق استفاده می‌شود.
در سال ۱۸۸۵، از زمان اختراع اولین ترانسفورماتور پایدارِ ثابت از ترانسفورماتورها برای انتقال، توزیع و بهره‌برداری از انرژی الکتریکی جریان متناوب استفاده می‌شد. طیف ترانسفورمرها از نظر اندازه از ترانسفورماتورهای کم‌تر از یک سانتیمتر مکعب تا واحدهای اتصال شبکهٔ برقی گسترش یافته‌است که صدها تُن وزن دارد.
یکی از کاربردهای مهم ترانسفورماتورها کاهش جریان در خطوط انتقال انرژی الکتریکی است. دلیل استفاده از ترانسفورماتور در ابتدای خطوط این است که همه هادی‌های الکتریکی دارای مقاومت الکتریکی هستند. این مقاومت می‌تواند موجب اتلاف انرژی در طول مسیر انتقال انرژی الکتریکی شود. میزان تلفات در یک هادی با مجذور جریان عبوری از هادی رابطهٔ مستقیم دارد و بنابراین با کاهش جریان می‌توان تلفات را به‌شدّت کاهش داد. با افزایش ولتاژ در خطوط انتقال به‌همان نسبت جریان خطوط کاهش می‌یابد و به‌این ترتیب هزینه‌های انتقال انرژی نیز کاهش می‌یابد، البته با نزدیک شدن خطوط انتقال به مراکز مصرف برای بالا بردن ایمنی ولتاژ خطوط در چند مرحله و باز به وسیلهٔ ترانسفورماتورها کاهش می‌یابد تا به میزان استاندارد مصرف برسد. به‌این ترتیب، بدون استفاده از ترانسفورماتورها امکان استفاده از منابع دوردست انرژی وجود ندارد.
ترانسفورماتورها یکی از پربازده‌ترین تجهیزات الکتریکی هستند؛ به‌طوری‌که در برخی ترانسفورماتورهای بزرگ بازده به ۹۹٫۷۵٪ نیز می‌رسد. امروزه، از ترانسفورماتورها در اندازه‌ها و توان‌های مختلفی استفاده می‌شود. از یک ترانسفورماتور کوچک که در یک میکروفون قرار دارد تا ترانسفورماتورهای غول‌پیکر چند گیگا ولت-آمپری. همه این ترانسفورماتورها اصول کار یک‌سانی دارند، اما در طراحی و ساخت متفاوت هستند.

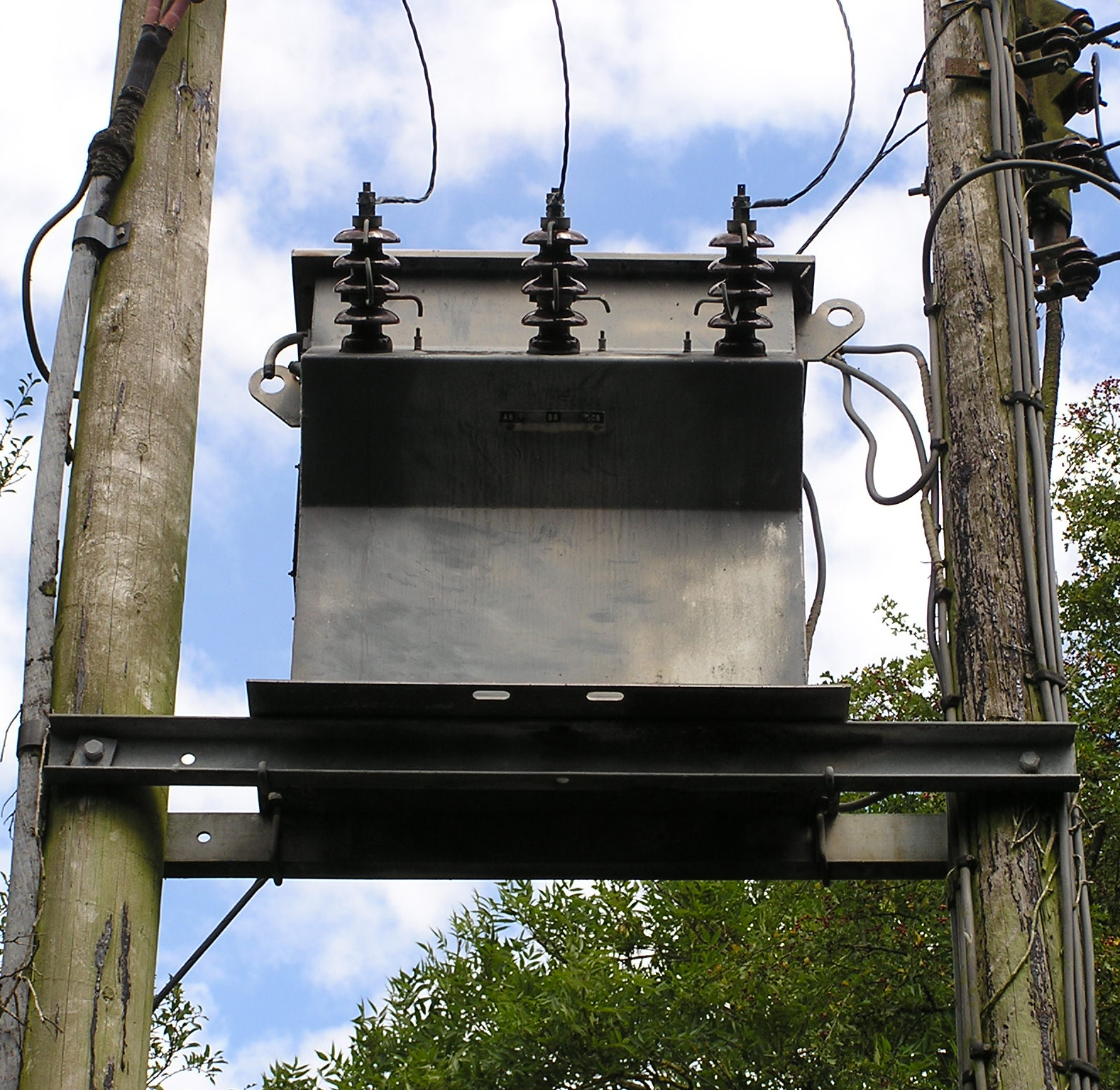
شکل۱- ترانسفورماتور توزیع نصب شده بر روی دو تیر.

## اصول پایه‌ای ترانسفورماتور
به‌طوری‌کلّی یک عملکرد ترانسفورماتور بر دو اصل استوار است:
1. جریان الکتریکی متناوب می‌تواند میدان مغناطیسی متغیر پدید آورد.
2. میدان مغناطیسی متغیر در یک سیم‌پیچ می‌تواند موجب به وجود آمدن جریان الکتریکی متناوب در یک سیم‌پیچ دیگر شود.

ساده‌ترین طراحی برای یک ترانسفورماتور در شکل ۲ آمده‌است. جریان سیم‌پیچ اولیه موجب به‌وجود آمدن یک میدان مغناطیسی می‌گردد. هر دو سیم‌پیچ اولیه و ثانویه روی یک هسته که دارای خاصیت نفوذپذیری مغناطیسی بالایی است (مانند آهن) پیچیده شده‌اند. بالا بودن نفوذپذیری مغناطیسی هسته موجب می‌شود تا بیش‌تر میدان تولیدشده توسط سیم‌پیچ اولیه از داخل هسته عبور کرده و به سیم‌پیچ ثانویه برسَد.

### قانون القا
میزان ولتاژ القاء شده در سیم‌پیچ ثانویه را می‌توان به وسیله قانون فارادی به‌دست‌آورد:
{\displaystyle V_{S}=N_{S}{\frac {d\Phi }{dt}}}
در فرمول بالا، VS ولتاژ لحظه‌ای، NS تعداد دورهای سیم‌پیچ در ثانویه و Φ برابر مجموع شار مغناطیسی است که از یک دور سیم‌پیچ می‌گذرد. با توجه به این معادله تا زمانی که شار درحال تغییر از دو سیم پیچ اولیه و ثانویه عبور کند، ولتاژ لحظه‌ای اولیه یک ترانسفورماتور ایدئال از معادله زیر به‌دست می‌آید:
{\displaystyle V_{P}=N_{P}{\frac {d\Phi }{dt}}}
و با توجه به تعداد دور سیم‌پیچ‌های اولیه و ثانویه و این معادله ساده می‌توان میزان ولتاژ القایی ثانویه را به‌دست‌آورد:

شکل۲: یک ترانسفورماتور کاهندهٔ آرمانی و مسیر عبور شار در هسته

{\displaystyle {\frac {V_{S}}{V_{P}}}={\frac {N_{S}}{N_{P}}}}

### معادله توان
اگر سیم‌پیچ ثانویه یک‌بار متصل شده باشد، جریان در سیم‌پیچ ثانویه جاری خواهد شد و به‌این ترتیب توان الکتریکی بین دو سیم‌پیچ منتقل می‌شود. اگر ترانسفورماتور ایدئال بدون تلفات کار کند و تمام توانی که به ورودی وارد می‌شود، به خروجی برسد و به این ترتیب توان ورودی و خروجی برابر شود، در این حالت داریم:
{\displaystyle P_{\mathrm {incoming} }=I_{P}V_{P}=I_{S}V_{S}=P_{\mathrm {outgoing} }}
و همچنین در حالت ایدئال خواهیم داشت:
{\displaystyle {\frac {V_{S}}{V_{P}}}={\frac {N_{S}}{N_{P}}}={\frac {I_{P}}{I_{S}}}}
بنابراین، اگر ولتاژ ثانویه از اولیه بزرگ‌تر باشد، جریان ثانویه به‌همان نسبت از جریان اولیه باید کوچک‌تر باشد. در واقع، همان‌طور که در بالا اشاره شد، بیش‌تر ترانسفورماتورها بازدهٔ بسیار بالایی دارند و به‌این ترتیب نتایج به‌دست آمده از این معادلات به مقادیر واقعی بسیار نزدیک خواهد بود.

### مباحث فنی
تعاریف ساده‌شده در بالا بسیاری از مباحث پیچیده درباره‌ی ترانسفورماتورها را در نظر نمی‌گیرد.
در یک ترانسفورماتور ایدئال، ترانسفورماتور دارای یک هسته بدون مقاومت مغناطیسی و دو سیم‌پیچ بدون مقاومت الکتریکی است. زمانی که ولتاژ به ورودی‌های اولیه ترانسفورماتور اعمال می‌شود، برای به‌وجود آوردن شار در مدار مغناطیسی هسته باید جریانی کوچکی در سیم‌پیچ اولیه جاری شود. از آن‌جایی که در ترانسفورماتور ایدئال هسته فاقد مقاومت مغناطیسی است، این جریان قابل چشم‌پوشی خواهد بود و این در حالی که در یک ترانسفورماتور واقعی این جریان بخشی از تلفات ترانسفورماتور را تشکیل خواهد داد.

## ملاحظات عملی

### شار نشتی
در یک ترانسفورماتور ایده ال شار مغناطیسی تولید شده توسط سیم‌پیچ اول به‌طور کامل توسط سیم‌پیچ دوم جذب می‌شود اما در واقع بخشی از شار مغناطیسی در فضای اطراف پراکنده می‌شود (نشت می‌کند). به شاری که در حین انتقال از مسیر خود جدا می‌شود شار نشتی (Leakage Flux) می‌گویند. این شار نشتی موجب به وجود آمدن اثر خود القا در سیم‌پیچ‌ها می‌شود و به این ترتیب موجب می‌شود که در هر سیکل، انرژی در سیم‌پیچ ذخیره شده و در نیمه پایانی سیکل آزاد شود. این اثر به‌طور مستقیم باعث ایجاد افت توان نخواهد شد اما به دلیل ایجاد اختلاف فاز موجب ایجاد مشکلاتی در تنظیم ولتاژ خواهد شد و به این ترتیب باعث خواهد شد تا ولتاژ ثانویه دقیقاً نسبت واقعی خود با ولتاژ اولیه حفظ نکند؛ این اثر به ویژه در بارهای بزرگ خود را نشان خواهد داد. به همین دلیل ترانسفورماتورهای توزیع طوری ساخته می‌شوند تا کمترین میزان تلفات نشتی را داشته باشند.
با این حال در برخی کاربردها، وجود تلفات نشتی زیاد، مزیت به‌شمار می‌رود. در این ترانسفورماتورها با استفاده از روش‌هایی مانند ایجاد مسیرهای مغناطیسی طولانی، شکاف‌های هوایی یا مسیرهای فرعی مغناطیسی اقدام به افزایش شار نشتی می‌کنند. دلیل افزایش عمدی تلفات پراکندگی در این ترانسفورماتورها قابلیت بالای این نوع ترانسفورماتورها در تحمل اتصال کوتاه است. از این‌گونه ترانسفورماتورها برای تغذیه بارهای دارای مقاومت منفی مانند دستگاه‌های جوش (یا دیگر تجهیزات استفاده‌کننده از قوس الکتریکی)، لامپ‌های بخار جیوه و تابلوهای نئون یا ایجاد ایمنی در بارهایی که احتمال بروز اتصال کوتاه در آن‌ها زیاد است استفاده می‌شود.

### تأثیر بسامد
مشتق زمان در قانون القای فارادی نشان می‌دهد که شار در یک سیم‌پیچ، برابر انتگرال ولتاژ ورودی است. در یک ترانسفورماتور ایدئال افزایش شار در سیم‌پیچ به‌طور خطی در نظر گرفته می‌شود اما در عمل شار مغناطیسی با سرعت نسبتاً زیاد افزایش پیدا می‌کند این افزایش تا جایی ادامه دارد که شار به نقطه اشباع مغناطیسی هسته می‌رسد. به خاطر افزایش ناگهانی جریان مغناطیس‌کننده در یک ترانسفورماتور واقعی، همه ترانسفورماتورها باید همیشه با جریان متناوب سینوسی (نه پالسی) تغذیه شوند.
معادله عمومی EMF برای ترانسفورماتورها
اگر شار مغناطیسی را سینوسی در نظر بگیریم رابطه بین ولتاژ E، بسامد منبع f، تعداد دور N، سطح مقطع هسته A و ماکزیمم چگالی مغناطیسی B از رابطه عمومی EMF و به صورت زیر به دست می‌آید:
{\displaystyle E={\frac {2\pi fNAB}{\sqrt {2}}}\!=4.44fNAB}
برای یک ترانسفورماتور در چگالی مغناطیسی ثابت، EMF با افزایش بسامد افزایش می‌یابد که تأثیر آن را می‌توان از معادله عمومی EMF محاسبه کرد؛ بنابراین با استفاده از ترانسفورماتورها در بسامد بالاتر می‌توان بهره‌وری آن‌ها را نسبت به وزن‌شان افزایش داد چراکه یک ترانسفورماتور با حجم هسته ثابت در بسامد بالاتر می‌تواند میزان توان بیشتری را بین سیم‌پیچ‌ها جابجا کند و تعداد دور سیم‌پیچ کمتری نیز برای ایجاد یک امپدانس ثابت نیاز خواهد بود. با این حال افزایش بسامد می‌تواند موجب به وجود آمدن تلفات مضاعف مانند تلفات هسته و اثر سطحی در سیستم شود. در هواپیماها و برخی تجهیزات نظامی از بسامد ۴۰۰ هرتز استفاده می‌شود چرا که با این کار گذشته از افزایش برخی تلفات می‌توان حجم تجهیزات را کاهش داد.
به‌طور کلی استفاده از یک ترانسفورماتور در ولتاژ نامی ولی بسامد بیش از نامی موجب کاهش جریان مغناطیس‌کننده می‌شود و به این ترتیب در بسامدی کمتر از بسامد نامی جریان مغناطیس‌کننده می‌تواند در حد زیادی افزایش یابد. البته استفاده از ترانسفورماتورها در بسامدهای بیشتر یا کمتر از بسامد نامی باید قبل از اقدام، مورد ارزیابی قرار گیرد تا شرایط ایمن برای کار ترانس مثل سنجش ولتاژها، تلفات و استفاده از سیستم خنک‌کننده خاص بررسی شود. برای مثال ترانسفورماتورها باید به وسیله رله‌های کنترل محافظتی ولتاژ به ازای بسامد مجهز شوند تا در مقابل اضافه ولتاژهای ناشی از افزایش بسامد محافظت شوند.

## تلفات توان
یک ترانسفورماتور ایدئال هیچ تلفاتی نخواهد داشت و در واقع بازدهی برابر ۱۰۰٪ دارد. با این حال ترانسفورماتورهای واقعی نیز جزو بهره‌ورترین تجهیزات الکتریکی محسوب می‌شود به‌طوری‌که نمونه‌های آزمایشی ترانسفورماتورهایی که با بهره‌گیری از ابر رسانا ساخته شده‌اند به بازدهی برابر ۹۹٫۸۵٪ دست یافته‌اند. به‌طور کلی ترانسفورماتورهای بزرگتر از بازده بالاتری برخوردارند و ترانسفورماتورهایی که برای مصارف توزیعی مورد استفاده قرار می‌گیرند از بازدهی در حدود ۹۵٪ برخوردارند در حالی که ترانسفورماتورهای کوچک مانند ترانسفورماتورهای موجود در آداپتورها بازدهی در حدود ۸۵٪ دارند.
تلفات به وجود آمده در ترانسفورماتور با توجه به عوامل به وجود آورنده یا محل اتلاف انرژی به این صورت طبقه‌بندی می‌شوند:

### مقاومت سیم‌پیچ‌ها
جریانی که در یک هادی جاری می‌شود با توجه به میزان مقاومت الکتریکی هادی می‌تواند موجب به وجود آمدن حرارت در محل عبور جریان شود. در بسامدهای بالاتر اثر سطحی و اثر مجاورت نیز می‌توانند تلفات مضاعفی را در ترانسفورماتور به وجود آورند.

### تلفات پسماند (هیسترزیس)
هر بار که جهت جریان الکتریکی به دلیل متناوب بودن تغییر علامت می‌دهد، با توجه به جنس هسته، مقدار کمی انرژی در هسته باقی می‌ماند. به این ترتیب برای یک هسته با جنس ثابت این نوع تلفات با میزان بسامد تناسب دارد و با افزایش بسامد تلفات پسماند هسته نیز افزایش می‌یابد.

### جریان گردابی (فوکو)

شکل۳- یک ترانسفورماتور ایدئال به عنوان المانی در مدار

مواد فِرّومغناطیسی معمولاً هادی‌های الکتریکی خوبی نیز هستند و بنابراین هسته ترانسفورماتور می‌تواند مانند یک مدار اتصال کوتاه شده عمل کند؛ بنابراین حتی با القای میزان کمی ولتاژ، جریان در هسته به شدت بالا می‌رود. این جریان جاری در هسته گذشته از به وجود آوردن تلفات الکتریکی موجب به وجود آمدن حرارت در هسته نیز می‌شود. جریان گردابی در هسته با مجذور بسامد منبع رابطه مستقیم و با مجذور ضخامت ورق هسته رابطه معکوس دارد. برای کاهش تلفات گردابی در هسته، هسته‌ها را ورقه ورقه کرده و آن‌ها را نسبت به یکدیگر عایق می‌کنند. اساس کار کوره‌های القایی، جریان‌های گردابی است.

### تغییر شکل بر اثر میدان مغناطیسی
شار مغناطیسی در یک ماده فِرّومغناطیس موجب حرکت نسبی ورقه‌های هادی نسبت به یکدیگر می‌شود. در صورت محکم نبودن این ورقه‌ها این اثر می‌تواند موجب ایجاد صدایی شبیه وز وز در هنگام کار کردن ترانسفورماتور شود به این اثر تغییر شکل بر اثر میدان مغناطیسی یا Magnetostriction می‌گویند. این اثر می‌تواند موجب به وجود آمدن گرما در اثر اصطکاک بین صفحات نیز شود.

### تلفات مکانیکی
به دلیل وجود تغییر شکل بر اثر مغناطیس در یک ترانسفورماتور بین قطعات ترانسفورماتور نوعی حرکت به وجود می‌آید این نیز به نوبه خود موجب به وجود آمدن تلفات مکانیکی در ترانسفورماتور خواهد شد. در صورتی که قطعات موجود در ترانسفورماتور به خوبی در جای خود محکم نشده باشند، تحرکات مکانیکی آن‌ها نیز افزایش یافته و در نتیجه تلفات مکانیکی نیز افزایش خواهد یافت.

## مدار معادل

شکل۴- مدار معادل یک تراسنفورماتور

محدودیت‌های فیزیکی یک ترانسفورماتور واقعی به صورت یک مدار نمایش داده می‌شوند. این مدار معادل از تعدادی از عوامل به وجود آورنده تلفات یا محدودیت‌ها و یک ترانسفورماتور ایدئال تشکیل شده‌است. تلفات توان در سیم‌پیچ یک ترانسفورماتور به‌طور خطی تابعی از جریان هستند و به راحتی می‌تواند آن‌ها را به صورت مقاومت‌هایی سری با سیم‌پیچ‌های ترانسفورماتور نمایش داده شود؛ این مقاومت‌ها RS و RP هستند. با بررسی خواص شار پراکندگی می‌توان آن را به صورت خود القاهای XP و XS نشان داد که به صورت سری با سیم‌پیچ ایدئال قرار می‌گیرند. تلفات آهنی از دو نوع تلفات گردابی (فوکو) و پسماند (هیسترزیس) تشکیل شده. در بسامد ثابت این تلفات با مجذور شار هسته نسبت مستقیم دارند و از آنجایی که شار هسته نیز تقریباً با ولتاژ ورودی نسبت مستقیم دارد این تلفات را می‌توان به صورت مقاومتی موازی با مدار ترانسفورماتور نشان داد. این مقاومت همان RC است.
هسته‌ایی با نفوذپذیری محدود نیازمند جریان IM خواهد بود تا همچنان شار مغناطیسی را در هسته برقرار کند؛ بنابراین تغییرات در جریان مغناطیس‌کننده با تغییرات در شار مغناطیسی هم فاز خواهد بود و به دلیل اشباع پذیر بودن هسته، رابطه بین این دو خطی نخواهد بود. با این حال برای ساده کردن این تأثیرات در بیشتر مدارهای معادل این رابطه خطی در نظر گرفته می‌شود. در منابع سینوسی شار مغناطیسی ۹۰ درجه از ولتاژ القایی عقبتر خواهد بود، بنابراین این اثر را می‌توان با القاگر XM در مدار نشان داد که به‌طور موازی با تلفات آهنی هسته RC قرار می‌گیرد. RC و XM را در برخی موارد با هم به صورت یک شاخه در نظر می‌گیرند و آن را شاخه مغناطیس‌کننده می‌نامند. اگر سیم‌پیچ ثانویه ترانسفورماتور را مدار باز کنیم تمامی جریان عبوری از اولیه ترانسفورماتور جریان I0 خواهد بود که از شاخه مغناطیس‌کننده عبور خواهد کرد این جریان را جریان بی‌باری نیز می‌نامند.
مقاومت‌های موجود در طرف ثانویه یعنی RS و XS نیز باید به طرف اولیه منتقل شوند. این مقاومت‌ها در واقع معادل تلفات مسی و پراکندگی در طرف ثانویه هستند و به صورت سری با سیم پیچ ثانویه قرار می‌گیرند.
مدار معادل حاصل را مدار معادل دقیق می‌نامند گرچه در این مدار معادل نیز از برخی ملاحظات پیچیده مانند اثرات غیرخطی چشم پوشی می‌کند.

## انواع
ساخت انواع مختلف ترانسفورماتورها به منظور رفع اهداف استفاده از آن‌ها در کاربردهای متفاوت می‌باشد. در این میان برخی از انواع ترانسفورماتورها بیشتر مورد استفاده قرار می‌گیرند که می‌توان به نمونه‌ها زیر اشاره کرد:
- ترانس تطبیق امپدانس
- ترانس ولتاژ
- ترانس جریان
- ترانس هستهٔ هوایی
- رآکتور اشباع
- ترانس با اتصال مثلث باز (V-V) و ترانس Scott-T (اتصال اسکات)
- ترانس تفاضلی متغیر خطی

### اتوترانسفورماتور
اتوترانسفورماتور به ترانسفورماتوری گفته می‌شود که تنها از یک سیم‌پیچ تشکیل شده‌است. این سیم‌پیچ دارای دو سر ورودی و خروجی و یک سر در میان است. به‌طوری‌که می‌توان گفت سیم‌پیچ کوتاه‌تر (که در ترانس کاهنده سیم‌پیچ ثانویه محسوب می‌شود) قسمتی از سیم‌پیچ بلندتر است. در این‌گونه ترانسفورماتورها تا زمانی که نسبت ولتاژ-دور در دو سیم‌پیچ برابر باشد ولتاژ خروجی از نسبت سیم‌پیچ تعداد دور سیم‌پیچ‌ها به ولتاژ ورودی به دست می‌آید. با قرار دادن یک تیغه لغزان به جای سر وسط ترانس، می‌توان نسبت سیم‌پیچ‌های اولیه و ثانویه را تا حدودی تغییر داد و به این ترتیب ولتاژ پایانه خروجی ترانسفورماتور را تغییر داد مزیت استفاده از اتوترانسفورماتور کم هزینه‌تر بودن آن است چرا که به جای استفاده از دو سیم‌پیچ تنها از یک سیم‌پیچ در آن‌ها استفاده می‌شود.
عیب این‌گونه ترانسفورماتورها این است که نمی‌توان با آن ترانسفورماتور ایزوله ساخت و دیگر مشکل آن کمبود ایمنی در هنگام استفاده از آن است؛ چنانچه اگر سیم ثانویه آن قطع شود یا بسوزد ممکن است منجر شود خروجی همان ولتاژ ورودی شود.

### ترانسفورمر سه فاز
ترانسفورماتورهای سه فاز از نظر ساختمان ظاهری بر دو نوع هستند:
1. ترانسفورماتورهای سه فاز سه پارچه که از سه ترانسفورماتور تکفاز تشکیل شده‌اند.
2. ترانسفورماتورهای یکپارچه که از یک هستهٔ مشترک تشکیل شده‌اند.

ترانسفورماتورهای سه فاز سه پارچه :این‌گونه ترانسفورماتورها از سه ترانسفورماتور تک فاز تشکیل شده‌اند که با سه سیم پیچ اولیه و سه سیم پیچ ثانویه روبرو هستیم که باید آن‌ها را به روش‌های زیر به هم متصل نماییم:
1. اتصال ستاره-ستاره (Y-Y): سه سیم پیچ اولیه به صورت ستاره و ثانویه هم به صورت ستاره به هم وصل شده‌است. این اتصال به ندرت مورد استفاده قرار می‌گرد.
2. اتصال مثلث-مثلث (∆-∆): اتصال سیم‌پیچ اولیه و ثانویه به صورت مثلث می‌باشد. مزیت این اتصال آن است که می‌توان یکی از ترانس‌ها را برای تعمیر از مدار خارج کرد و دو ترانسفورماتور باقی‌مانده می‌توانند مشترکان سه فاز را تأمین نمایند.
3. اتصال ستاره -مثلث (Y-Δ): در این نوع اتصال برای کاهش ولتاژ فشار قوی مورد استفاده قرار می‌گیرد زیرا در اتصال ستاره ولتاژ خط بر روی دو سیم پیچ اعمال می‌شود ولی در مثلث بر روی یک سیم پیچ اعمال می‌شود.
4. اتصال مثلث-ستاره (Δ-Y): در نیروگاه‌ها برای افزایش ولتاژ ژنراتورها به ولتاژ فشار قوی نصب می‌شود زیرا سمت ستاره به ولتاژ قوی وصل است و امکان زمین کردن نقطهٔ خنثی وجود دارد، همچنین در سیستم‌های فشار ضعیف از این سیستم برای مصارف خانگی و تجاری و صنعتی استفاده می‌شود زیرا برخی از مشترکان به برق تک فاز و برخی به برق سه فاز نیاز دارند

## طبقه‌بندی

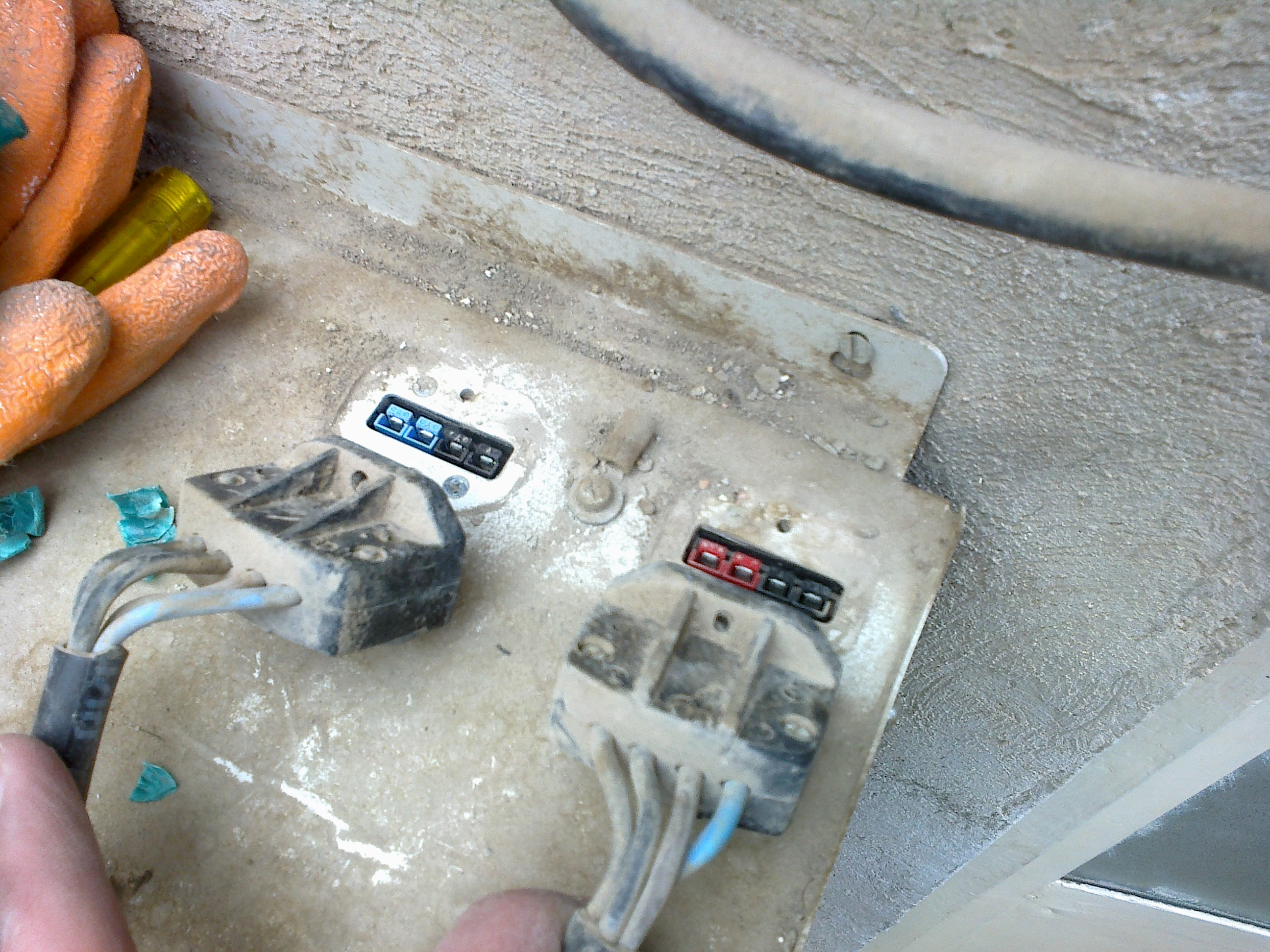
ورودی و خروجی یک ترانس تثبیت ولتاژ و محافظ ۶ کیلووات ۲۲۰ ولت. برای پیشگیری از دوفاز شدن ناشی از صاعقه اتصال صحیح فاز و نول به ورودی‌های صحیح فاز و نول حیاتی است. از آنجایی که برخی شرکت‌ها مجوز نصب به فروشندگان خرد می‌دهند و ممکن است در تعهد کاری خللی پیش آید بررسی این موضوع و تطبیق آن با دفترچه راهنما کار پسندیده‌ای است.

به دلیل وجود کاربردهای متفاوت برای ترانسفورماتورها، آن‌ها را بر حسب پارامترهای متفاوتی طبقه‌بندی می‌کنند:
- بر حسب رده توان الکتریکی: از کسری از ولت-آمپر تا بیش از هزار مگا ولت-آمپر.
- بر حسب محدوده بسامد: بسامد قدرت، بسامد صوتی، بسامد رادیویی
- بر حسب رده ولتاژ: از چند ولت تا چند صد کیلوولت
- بر حسب نوع خنک‌کنندگی: خنک‌کننده هوا، روغنی، خنک‌کنندگی با فن، خنک‌کنندگی آب.
- بر حسب نوع کاربرد: منبع تغذیه، تطبیق امپدانس، تثبیت‌کننده ولتاژ و جریان خروجی یا ایزوله کردن مدار.
- برحسب هدف نهایی کاربرد: توزیع، یکسوسازی، ایجاد قوس الکتریکی، ایجاد تقویت‌کننده.
- بر حسب نسبت سیم‌پیچ‌ها: افزاینده، کاهنده، ایزوله‌کننده (با نسبت تقریباً یکسان در دو سیم‌پیچ)، متغیر.

## ساختمان

### هسته

#### هسته لایه لایه شده

لایه لایه کردن هسته ترانس جریان گردابی را به شدت کاهش می‌دهد.

ترانسفورماتورها مورد استفاده در کاربردهای قدرت یا بسامد بالا (رادیویی) معمولاً از هسته با جنس فولاد سیلیکاتی با قابلیت نفوذپذیری مغناطیسی بالا استفاده می‌کنند . قابلیت نفوذپذیری مغناطیسی در فولاد بارها بیشتر از نفوذپذیری در خلاء است و به این ترتیب با استفاده از هسته‌های فولادی جریان مغناطیس‌کننده مورد نیاز برای هسته به شدت کاهش می‌یابد و شار در مسیری کاملاً نزدیک به سیم‌پیچ‌ها محبوس می‌شود. سازندگان ترانسفورماتورهای اولیه به سرعت متوجه این موضوع شدند که استفاده از هسته یک پارچه باعث افزایش تلفات گردابی در هسته ترانسفورماتور می‌شود و در طراحی‌های خود از هسته‌هایی استفاده کردند که از دسته‌های عایق شده آهن تولید شده بود. در طراحی‌هایی بعدی با استفاده از ورق‌های نازک آهن که نسبت به یکدیگر عایق شده بودند، تلفات در ترانسفورماتور باز هم کاهش یافت. از این روش در ساخت هسته امروزه نیز استفاده می‌شود. همچنین با استفاده از معادله عمومی ترانسفورماتور می‌توان نتیجه گرفت که کمترین سطح اشباع در هسته با سطح مقطع کوچکتر ایجاد می‌شود.
گرچه استفاده از هسته‌های با لایه‌های نازک‌تر تلفات را کاهش می‌دهد، اما از طرفی هزینه ساخت ترانسفورماتور را افزایش می‌دهد؛ بنابراین از هسته‌های با لایه‌های نازک معمولاً در بسامدهای بالا استفاده می‌شود. با استفاده از برخی انواع هسته‌های با لایه‌های بسیار نازک امکان ساخت ترانسفورماتورهایی برای کاربرد در مصارف تا ۱۰ کیلوهرتز پدید می‌آید.
نوعی متداول از هسته‌های لایه لایه، از قطعاتی E شکل که با قطعاتی I شکل یک هسته را به وجود می‌آورند تشکیل شده. این هسته‌ها را هسته‌های E-I می‌نامند. این هسته‌ها گرچه تلفات را افزایش می‌دهند اما به علت آسانی مونتاژ، هزینه ساخت هسته را کاهش می‌دهند. نوع دیگری از هسته‌ها، هسته‌های C شکل هستند. این هسته از قرار دادن دو قطعه C شکل در مقابل یکدیگر تشکیل می‌شود. این هسته‌ها این مزیت را دارند که تمایل شار برای عبور از هر قطعه از هسته برابر است و این مزیت باعث کاهش یافتن مقاومت مغناطیسی می‌شود.
پسماند در یک هسته فولادی به معنای باقی‌ماندن خاصیت مغناطیسی در هسته پس از قطع شدن توان الکتریکی است. زمانی که جریان دوباره در هسته جاری می‌شود این پسماند باقی‌مانده در هسته تا زمانی که کاهش یابد موجب به وجود آمدن یک جریان هجومی در ترانس می‌شود. تجهیزات حفاظتی مانند فیوزها باید طوری انتخاب شوند که به این جریان هجومی اجازه عبور دهند.
ترانسفورماتورهای توزیع می‌توانند با استفاده از هسته‌های با قابلیت نفوذپذیری مغناطیسی بالا تلفات بی باری را کاهش دهند. هزینه اولیه هسته بعدها با صرفه‌جویی که در مصرف انرژی و افزایش طول عمر ترانس می‌شود جبران خواهد شد.

#### هسته‌های یکپارچه
هسته‌هایی که از آهن پودر شده ساخته شدند در مدارهایی که با بسامد بالاتر از بسامد شبکه تا چند ده کیلوهرتز کار می‌کنند کاربرد دارند. این هسته دارای قابلیت نفوذپذیری مغناطیسی بالا و همچنین مقاومت الکتریکی بالا هستند. برای بسامدهایی بالاتر از باند VHF از هسته‌های غیر رسانای فریت استفاده می‌شود. برخی از ترانسفورماتورهای بسامد رادیویی از هسته‌های متحرک استفاده می‌کنند که این امکان را به وجود می‌آورد که ضریب اتصال هسته قابل تغییر باشد.

#### هسته‌های حلقوی

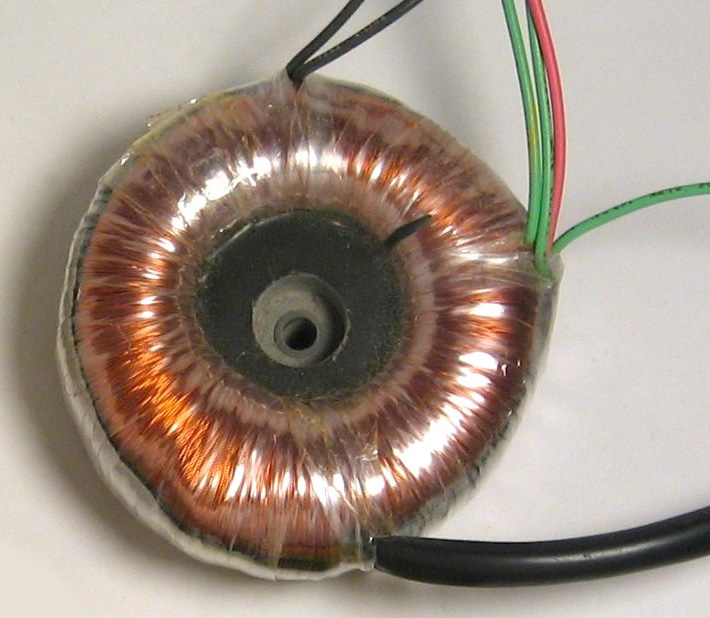
ترانسفورماتور هسته حلقوی کوچک

ترانسفورماتورهای حلقوی دور به صورت حلقه‌ای ساخته می‌شوند. جنس این هسته بسته به بسامد مورد استفاده ممکن است از نوارهای بلند فولاد سیلیکاتی، پرمالوی پیچیده شده دور یک چنبره، آهن تقویت شده یا فریت باشد. ساختار نواری باعث چینش بهینه مرزدانه‌ها می‌شود که این امر با کاهش رلوکتانس هسته موجب افزایش بهره‌وری ترانسفورماتور می‌گردد. شکل حلقوی بسته باعث از بین رفتن فاصله هوایی در هسته‌هایی با ساختار E-I می‌شود. سطح مقطع حلقه عموماً به صورت مربعی یا مستطیلی می‌باشند، البته هسته‌هایی با سطح مقطع دایروی با قیمت بالا نیز وجود دارند. سیم‌پیچی‌های اولیه و ثانویه به صورت فشرده پیچیده می‌شوند و تمام سطح حلقه را می‌پوشانند. با این کار می‌توان طول سیم مورد نیاز را به حداقل رساند.
در توانهای برابر ترانسفورماتورهای حلقوی از انواع E-I -که ارزانتر می‌باشند- بازده بیشتری دارند. دیگر مزایای ترانسفورماتورهای حلقوی به قرار زیرند: اندازه کوچکتر (در حدود نصف)، وزن کمتر (در حدود نصف)، اغتشاش (صدای هوم) پائین (ایدئال برای استفاده در تقویت‌کننده‌های صوتی)، میدان مغناطیسی کمتر (در حدود یک دهم)، تلفات بی باری پایین (مناسب برای مدارها در حالت آماده بکار-standby-). از معایب آن‌ها به قیمت بیشتر و توان نامی محدود می‌توان اشاره کرد.
در بسامدهای بالا هسته‌های حلقوی فریت مورد استفاده قرار می‌گیرند. فریت قابلیت کار در بسامدهای چند ده کیلوهرتز تا یک مگاهرتز را دارا می‌باشد. با به‌کارگیری فریت تلفات، اندازه فیزیکی، و وزن منبع تغذیه سوئیچینگ کاهش می‌یابد. ایراد دیگر ترانسفورماتورهای حلقوی هزینه بالای سیم پیچی در آنهاست. در نتیجه آن‌ها در توان‌های نامی بیشتر از چند کیلو ولت-آمپر کاربرد بسیار کمی دارند.